# 西樺太山脈
西樺太山脈（にしからふとさんみゃく）は、樺太の西部を南北に貫く山脈である。

## 概要
西能登呂岬に近い白主山から北緯50度線を越えて北緯53度線まで続く1000kmもの山脈であり、樺太の背骨とも言われている。
この山脈の両側は第三紀層が発達しており、豊富な炭田が多数存在する。北海道に至っても同様であり、宗谷支庁の天北炭田、留萌支庁の留萌や羽幌の炭田、空知支庁の赤平、芦別、歌志内や夕張の炭田も地質的には一体となっている。
北樺太に入ると山というよりもなだらかな丘となる。

## 主な山
- 野田寒岳（標高1027m）
- 釜伏山(標高1087m)
- 敷香岳（最高峰、標高1375m）
- 幌登岳（標高1259m）